# Robby
Robby ist ein englischer männlicher Vorname.

## Herkunft und Bedeutung
Robby ist eine Kurzform von Robert.

## Namensträger

### Vorname
- Robby Behm (* 1986), deutscher Gewichtheber
- Robby Foldvari (* 1960), australischer Snooker- und English-Billiards-Spieler
- Robby Ginepri (* 1982), US-amerikanischer Tennisspieler
- Robby Gordon (* 1969), US-amerikanischer Automobilrennfahrer
- Robby Jecker (1902–1932), deutscher Motorradrennfahrer
- Robby Krieger (* 1946), US-amerikanischer Musiker
- Robby Lange (* 1968), deutscher Mentaltrainer und Musiker
- Robby Musenbichler (* 1955), aus Österreich stammender Gitarrist, Komponist und Musikproduzent
- Robby Müller (1940–2018), niederländischer Kameramann
- Robby Naish (* 1963), US-amerikanischer Windsurfer
- Robby Sandrock (* 1978), kanadischer Eishockeyspieler

### Familienname
- Johann Robby (vor 1764–1830), Schweizer Konditor
- Muhammad Robby (* 1985), indonesischer Fußballspieler

### Kunstfigur
- Robby the Robot ist ein Roboter, der unter anderem in mehreren US-amerikanischen Science-Fiction-Filmen in Erscheinung getreten ist, erstmals 1956 in „Alarm im Weltall“ (Forbidden Planet).